# James Thierrée
Pour les articles homonymes, voir Thierrée.
James Thierrée, né le 2 mai 1974 à Lausanne, est un comédien, acteur, danseur, metteur en scène, acrobate et musicien suisse.
En 2017, il reçoit le César du meilleur acteur dans un second rôle pour son rôle de Foottit dans le film Chocolat.

## Biographie
James Thierrée est l'un des petits-enfants de Charlie Chaplin, et baigne dans le monde du cirque dès l’âge de quatre ans en compagnie de ses parents : Victoria Chaplin et Jean-Baptiste Thierrée, créateurs du Cirque Bonjour. Il participait aux spectacles Le Cirque imaginaire puis Le Cirque invisible en y présentant entre autres des numéros d'acrobaties au sol, de trapèze, de bicyclette acrobatique. Il y apprend aussi la danse et le violon, et s'initie à la magie et au mime. Il suit ensuite une formation de comédien au Piccolo Teatro de Milan, à la Harvard Theatre School, au Conservatoire national supérieur d'art dramatique et chez Robert Cordier.
En 1998, il fonde sa propre compagnie, La Compagnie du hanneton. Il joue et met en scène son premier spectacle La Symphonie du hanneton, mêlant théâtre, voltige, jonglage, acrobatie, contorsion, danse, chant lyrique, musique, qui durant plus de sept ans a été présenté dans le monde. Ce spectacle reçoit le prix Adami en 2005 et récolte quatre Molières en 2006 (spectacle de théâtre public, metteur en scène et révélation théâtrale pour lui, costumes pour sa mère Victoria Chaplin Thierrée). En 2003 il crée son deuxième spectacle, La Veillée des abysses.
Outre ses spectacles, il a travaillé au théâtre et au cinéma, entre autres sous la direction de Peter Greenaway, Bob Wilson, Coline Serreau, Raul Ruiz ou Benno Besson. Il tient notamment le rôle de Taloche dans le film de Tony Gatlif, Liberté (2010). En 2007, il est nommé au César du meilleur espoir masculin pour le film Désaccord parfait, et revient avec un nouveau spectacle, Au revoir parapluie, pour lequel il remporte le Molière du théâtre en région.
En 2013, il participe à la scénographie de la tournée de Matthieu Chedid. Début 2016 il est tête d'affiche avec Omar Sy dans le film Chocolat, pour lequel il remporte le César du meilleur acteur dans un second rôle.

## Vie privée
James Thierrée a un enfant avec Judith Chemla.

## Accusation de violences conjugales
Dans son ouvrage Notre silence nous a laissées seules, publié en janvier 2024, Judith Chemla évoque les violences subies avec James Thierrée, père de son premier enfant. James Thierrée conteste ces violences alléguées,.

## Spectacles
- 1998 : La Symphonie du hanneton
- 2003 : La Veillée des abysses
- 2007 : Au revoir parapluie

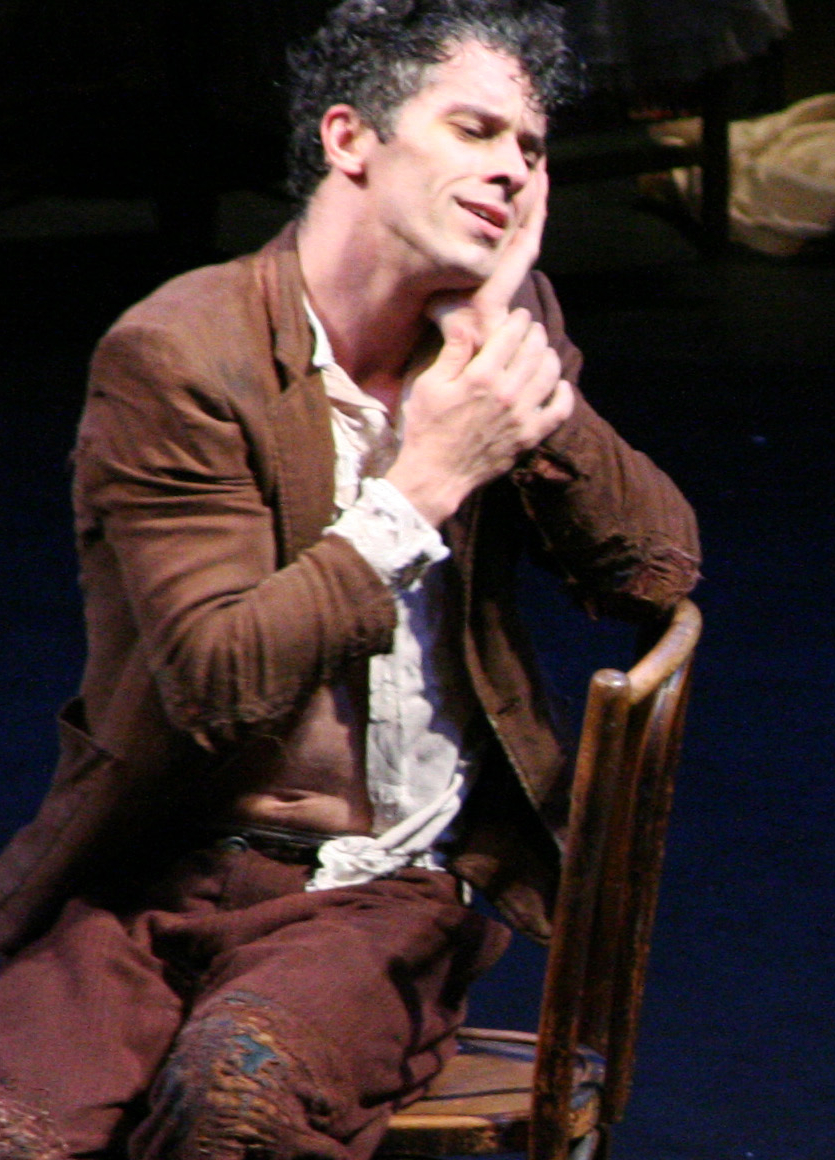
James Thierrée en 2008 dans La Veillée des abysses

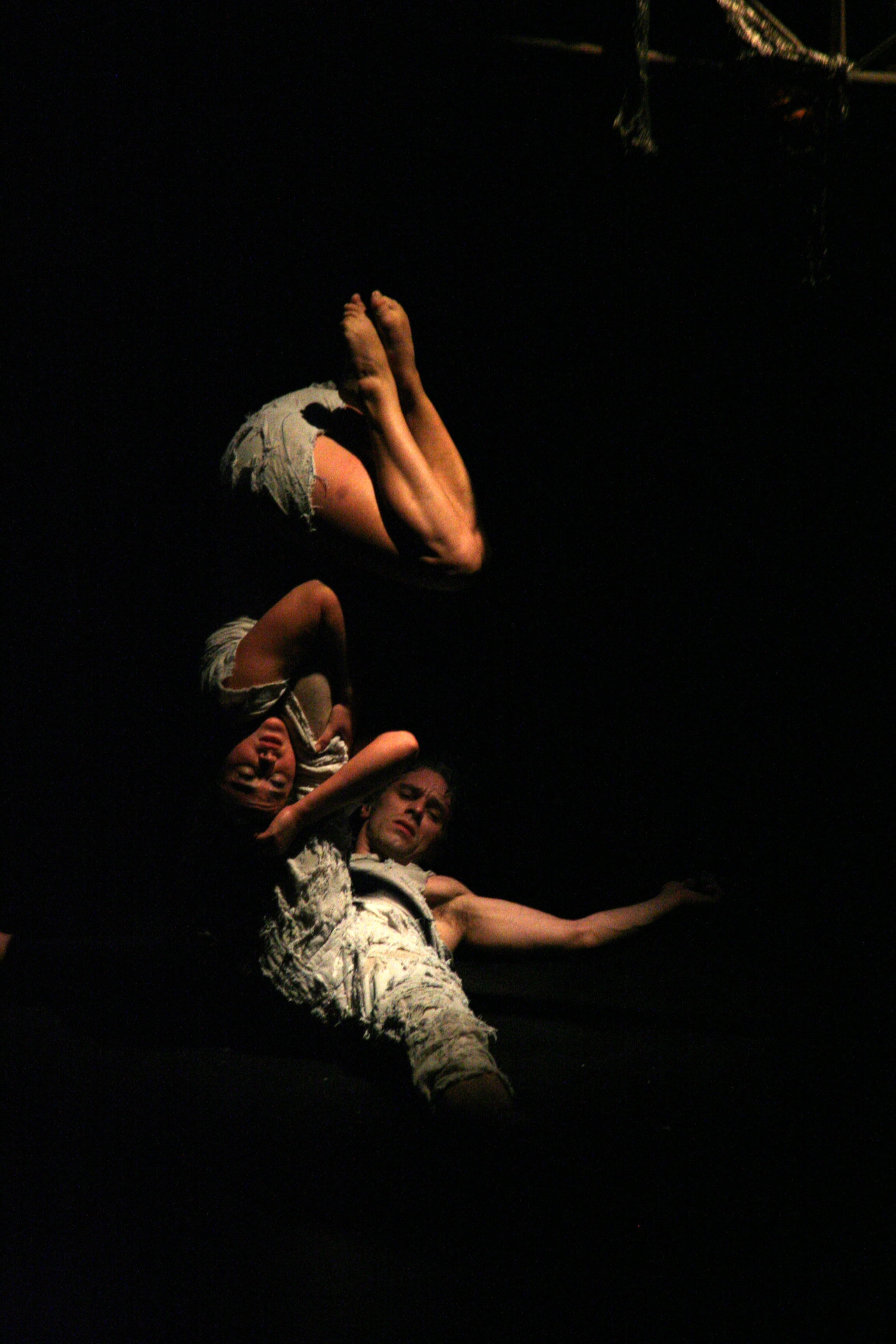
James Thierrée et Raphaëlle Boitel dans La Veillée des abysses.

- 2009 : Raoul (création au théâtre de Namur, Belgique)[5]
- 2012 : Tabac rouge[6]
- 2016 : La grenouille avait raison[7]
- 2018 : Frôlons, pour le Ballet de l'Opéra national de Paris[8]
- 2021 : MO’s  –The Damn Jam Concerto[9]
- 2022 : Room[10],[11]

## Théâtre
- 1997 : Lapin lapin de Coline Serreau, mise en scène Benno Besson, Théâtre des Célestins, tournée

## Filmographie
- 1991 : Prospero's Books de Peter Greenaway
- 1992 : Stefano Quantestorie de Maurizio Nichetti
- 1994 : The Girl in the Watermelon de Sergio M. Castilla
- 1995 : Rimbaud Verlaine d'Agnieszka Holland : Frédéric Rimbaud
- 1996 : 15 sans billets (court métrage) de Samuel Tasinaje
- 1996 : La Belle Verte de Coline Serreau : Mesaje
- 1997 : Généalogies d'un crime de Raoul Ruiz
- 1997 : Le Bossu de Philippe de Broca : Marcello
- 1999 : Appassionate de Tonino De Bernardi
- 1999 : Une femme dans la rue (court métrage) d'Olivier Bourbeillon
- 2000 : Vatel de Roland Joffé
- 2001 : Une longue, longue, longue nuit d'amour de Luciano Emmer
- 2002 : Oui non (documentaire) de Jon Jost
- 2003 : Rien, voilà l'ordre de Jacques Baratier
- 2003 : L'Amour branque (court métrage) de Pascal Voisine
- 2003 : 18 ans après de Coline Serreau : Arthur
- 2003 : L'acqua... il fuoco (L'Eau... le feu) de Luciano Emmer
- 2005 : Carmen (téléfilm) de Jean-Pierre Limosin
- 2005 : Désaccord parfait d'Antoine de Caunes
- 2005 : Bye Bye Blackbird de Robinson Savary
- 2006 : Deuxième Mouvement (court métrage) de Pascal Voisine
- 2006 : Les Flyings Ramirez (court métrage) de Denis Sebbah
- 2007 : Ce que mes yeux ont vu de Laurent de Bartillat
- 2008 : Les Illusions (court métrage) de James Thierrée
- 2009 : Liberté de Tony Gatlif
- 2010 : Voyez comme ils dansent de Claude Miller
- 2013 : Mes séances de lutte de Jacques Doillon
- 2016 : Chocolat de Roschdy Zem : Foottit
- 2018 : L'Empereur de Paris de Jean-François Richet
- 2020 : L'Autre de Charlotte Dauphin

## Distinctions

### Décoration
- Chevalier de la légion d'Honneur (décret du 31 décembre 2013 portant promotion et nomination[12])

### Récompenses
- Prix du Syndicat de la critique 2005 : Prix de la révélation théâtrale de l'année pour La Veillée des Abysses
- Molières 2006 : Molière du metteur en scène, Molière de la révélation théâtrale et Molière du théâtre public pour La Symphonie du hanneton
- 2008 : Prix Plaisir du théâtre
- César 2017 : César du meilleur acteur dans un second rôle pour Chocolat
- Molières 2017 : Molière du metteur en scène d’un spectacle de théâtre public pour La grenouille avait raison

### Nomination
- César 2007 : César du meilleur espoir masculin pour Désaccord parfait